# Tecnologia educacional
A tecnologia educacional (TE) é a incorporação de tecnologias da informação e comunicação (TIC) na educação para apoiar os processos de ensino e aprendizagem em diferentes contextos de educação formal e não formal. 
Entende-se por tecnologia o resultado da fusão entre ciência e técnica. O conceito de tecnologia educacional pode ser enunciado como o conjunto de procedimentos (técnicas) que visam "facilitar" os processos de ensino e aprendizagem usando a ciência.
A Tecnologia da Informação e Comunicação (TIC) teve um desenvolvimento explosivo na última parte do século XX e início do século XXI, ao ponto que deram lugar ao que é chamado de "Sociedade do Conhecimento" ou "das informações". Praticamente não há uma única área da vida humana que não tem sido impactada por este desenvolvimento: saúde, finanças, os mercados de trabalho, produtividade industrial de comunicações, governo, etc. O conhecimento se multiplica mais rápido do que nunca e é distribuído quase que instantaneamente. O mundo tornou-se um lugar menor e mais interconectado. Para bem e para mal, as boas e más notícia vem antes: as descobertas da ciência, novos remédios e soluções, descobertas e inovações, mas também as crises econômicas, infecções, novas armas e formas de controle.
As mudanças provocadas pelo uso das tecnologias educacionais geram a necessidade de competências que até então não eram necessárias, mas que neste novo contexto deverão ser desenvolvidas pelos indivíduos. Consequentemente, a tecnologia educacional é o meio e não o fim do processo educativo e como tal deve ser inserida nas atividades de sala de aula como companheira e não apenas como uma forma de automatizar processos antes realizados, pois assim assumimos a produção de novos conhecimentos e não somente a reprodução.

## Dispositivos e mídias
A tecnologia educacional não é uma atividade recente se levarmos em conta a inserção de mídias na educação. Desde o começo do registro da palavra escrita, passando ao uso de novas mídias, vemos evidências de discussão sobre o impacto dessas mediações no processo de ensino e aprendizagem. Atualmente tendemos a associar a tecnologia a artefatos eletrônicos como o computador ou o tablet. No entanto, o giz e a lousa, tido como artefatos antiquados (antigamente eram feitas de pedra - ardósia) bem como os livros impressos são tecnologias sofisticadas, largamente utilizadas ao redor do planeta. Um dos grandes desafios para os sistemas de ensino é a reflexão sobre o papel do desenvolvimento tecnológico e seus artefatos e sistemas (atualmente associados às TICs) no ambiente educacional, tais como o papel da internet, da televisão e do rádio que funcionam como meios educativos formais ou informais.
Nos estudos da tecnologia educacional, procura-se pensar em formas adequadas de utilizar os recursos tecnológicos na educação, ou seja, as funções maiores da escola serão enriquecidas  com a grandeza das novas fontes de informações e ferramentas tecnológicas modernas preocupando-se com as técnicas e sua adequação às necessidades e à realidade dos educandos, da escola, do professor, da cultura em que a educação está inserida.
Contínuas transformações tecnológicas em todo o mundo vem influenciando as relações sociais. Neste contexto os espaços formais de ensino (escola, universidade) e os espaços não formais tem mais uma vez buscado refletir sobre a influência da tecnologia no processo de ensino e aprendizagem. Nestes termos, como resultado do avanço das pesquisas em torno do computador e da Internet no final do século XX trouxeram renovado interesse na inserção desses sistemas na educação. A tecnologia educacional deixa de ser encarada como "ferramentas" que tornam mais eficientes e eficazes os processos já sedimentados, passando a ser consideradas como elementos estruturantes de diferentes metodologia. A múltiplas mídias (desde o livro até a Internet) permitem a utilização de diversas linguagens e novas forma de comunicação. É crescente o número de escolas e centros de educação que estão usando ferramentas on-line e colaborativas para aprendizado e busca de informações.
Todas as ferramentas podem ser utilizadas como instrumentos educacionais. Parte da função da tecnologia educacional é avaliar sua integração nas práticas educativas de modo a promover um momento de ensino-aprendizagem que seja coeso.

## A perspectiva pedagógica
O educador tem papel primordial na avaliação e seleção de mídias e ferramentas para uso no ensino, independente da perspectiva pedagógica na qual se baseia. Para alguns, a tecnologia educacional pode ser pensada para facilitar a "assimilação" do conhecimento; para outros como um mediador na construção de estruturas mentais; ainda para outros como uma "ferramenta cognitiva" que funciona como um mediador do processo de aprendizagem. Na mídia popular, o dispositivo é muitas vezes apenas pensado como um "motivador" ou estimulador da curiosidade do aluno por querer conhecer, por pesquisar, por buscar a informação mais popular.

## História
As tecnologias de informação vieram revolucionar, não só a educação, mas também a sociedade atual. As tecnologias contribuíram para novas modalidades de educação, formais e informais, individuais e coletivas, de natureza autodidata ou tuteladas por instituições de ensino, em regime presencial, híbrido ou totalmente mediado por tecnologias digitais.
A utilização de meios auxiliares de educação remonta aos primórdios da civilização, através de técnicas tão rudimentares, como pinturas nas paredes das cavernas. Desde então, outras ferramentas educativas foram desenvolvidas. Em 1650, surgem relatos de instrumentos, como o Horn-Book (madeira com gravuras), utilizado na alfabetização durante a época colonial. Entre 1850 a 1870 surge o Ferule, um espeto de madeira, mais grosso, utilizado como apontador. O Ferule e o Horn-Book eram usados, simultaneamente, para efeitos de aprendizagem e na aplicação de castigos, reforçando, assim, a ideia de uma educação punitiva.
Em 1870 surge a lanterna mágica, percussora do projetor de slides, que permitia projetar imagens em placas de vidro. Em 1890 aparecem as ardósias e, posteriormente, o quadro preto de giz. Em 1889 cria-se o cinetoscópio, também designado de imagem em movimento, levando a que, em 1902, o Charles Urban, em Londres, exibi-se os primeiros filmes educativos.
Em 1900 surge o lápis, que juntamente com o papel, passam a substituir as ardósias. Em 1905 desenvolve-se o estereoscópio, que permitia visualizar imagens. O datilógrafo (ou máquina de escrever), introduzido no contexto escolar em 1920, foi um dos recursos tecnológicos mecânicos mais utilizado pelos alunos durante várias décadas, embora estivesse, maioritariamente, associado às escolas de datilografia. Estas máquinas estiverem presentes nas escolas até 1990, apresentando muitos pontos em comum com as tecnologias que originaram os computadores.
O rádio entra no sistema educacional, em 1923, na Escola Superior de Haaren, em Nova Iorque, que foi a primeira escola pública a utilizar o rádio em sala de aula. Os programas educacionais de rádio duravam 30 a 60 minutos e dirigiam-se a alunos de diferentes anos escolares. Em 1925, surge o projetor de filmes, aperfeiçoado a partir do projetor de slides.
Em 1934, as gravações fonográficas são inseridas no contexto educacional, evoluindo, posteriormente, para dar origem ao leitor e ao gravador de áudio (final dos anos 50).
Em 1930, aparece o retroprojetor, inicialmente, utilizado na área militar. Durante a Segunda Guerra Mundial são aplicados os primeiros meios audiovisuais no ensino a larga escala, como os filmes e os projetores. Também nessa altura (1942), o Laboratório de Investigação Balística do exército norte-americano, em conjunto com a Universidade da Pensilvânia, constrói o Computador e Integrador Eletrónico Numérico (ENIAC), cuja missão inicial consistia em realizar apenas cálculos balísticos. O ENIAC é considerado, por muitos autores, o primeiro computador da história.
A partir dos anos 50, os projetores de slides passam a ser, largamente, utilizados nas instituições de ensino. Também nesta altura surge o hipertexto e o memex, com Vannevar Bush (1945).
Em Dezembro de 1957 dá-se o lançamento do Sputnik, o primeiro satélite artificial, pela União das Repúblicas Socialistas Soviéticas (URSS), no contexto da Guerra Fria, originando grandes mudanças nas políticas educativas dos Estados Unidos da América (EUA) e dos seus aliados, que passaram a encarar a atividade educativa como uma indústria. Outro efeito gerado pelo Sputnik foi a criação da agência de investigação militar, nos EUA, que esteve na origem da Internet.
A televisão foi pela primeira vez usada para propósitos de ensino, em 1939, nas escolas públicas de Los Angeles e na Universidade Estadual do Iowa, nos EUA. A televisão teve o seu pico de popularidade até aos anos 50, período a partir do qual foi alvo de grande criticismo pelo sistema de ensino norte-americano. Em algumas escolas, a televisão teve um papel reduzido no ensino, sendo usada como metodologia auxiliar. Noutras, os programas de televisão permitiram substituir uma grande parte do tempo em sala de aula liderado pelos professores.
Em 1940 cria-se a caneta esferográfica e o mimeografo. Em 1951 aparecem as cassetes de vídeo e em 1957 surge a máquina de ensinar de Skinner, introduzida pela primeira vez na Universidade de Harvard. As máquinas de ensinar estiveram na origem da instrução programada, recorrendo a programas padrão, que davam instruções aos alunos, direcionando-os para secções de apoio ou bibliografia auxiliar, caso necessitassem clarificar dúvidas, ou encorajando-os a avançar para novos tópicos, conforme demostravam domínio sobre os temas abordados. Os professores apenas programavam, mas quem dava as orientações era o programa. Após uma fase inicial, que privilegiava a máquina, percebeu-se que a combinação da instrução programada com o ensino do professor detinha mais benefícios.
Em 1959 surge a fotocopiadora. Um dos mais populares livros inicialmente impressos foi o New England Primer (Nova Cartilha de Inglaterra), em 1960, que pretendia tornar a leitura mais interessante para as crianças. O livro continha as letras do alfabeto, cada uma acompanhada de uma ilustração e um verso, de modo a facilitar a memorização. Estimam-se que tenham sido impressas 3 milhões de cópias do livro. Os primeiros livros ajudaram a padronizar os conteúdos aos quais os alunos eram expostos.
A investigação desenvolvida nos anos 50 e 60 sobre instrução programada clamava por sistemas de aprendizagem mais avançados. Em meados dos anos 60, os professores de psicologia Patrick Suppes e Richard C. Atkinson, da Universidade de Stanford, introduzem os computadores no ensino de aritmética e ortografia a alunos do ensino básico, da Escola de Palo Alto Unified, na California. A introdução dos computadores no ensino tinha como propósito individualizar a instrução. Este método ficou conhecido como Instrução Assistida por Computadores (CAI). Inicialmente, a única distinção entre CAI e máquinas de ensino era a tecnologia utilizada. Entre 1970 e 1980, os computadores ganharam importância no mercado de trabalho, pelo que ensinar os alunos a manuseá-los revelava-se fundamental. Simultaneamente, acreditava-se que os computadores podiam tornar o processo educativo mais eficiente, reduzindo a dependência no professor.
Em 1971, Ivan Illich publicou o livro ‘Sociedade sem escolas’, onde antecipava as redes de aprendizagem, enquanto modelo de aprendizagem.
No final da década de 80, a utilização dos computadores baixou, sobretudo, em resultado do descontentamento dos professores, que evocavam a falta de controlo sobre os programas utilizados e a baixa eficácia dos computadores. Contudo, os anos 90 vieram contrariar esta tendência, através da introdução de monitores a cores, interfaces mais interativos, programas mais interessantes, como simuladores, tutores inteligentes e ferramentas de aprendizagem baseadas na cognição (ex. Diagnoser e o Algebra Cognitive Tutor). Tanto instituições de ensino, como professores, reconheciam as vantagens e a importância de trabalharem, conjuntamente, para integrar estas ferramentas nos currículos.
A educação online teve origem na universidade de Ilinóis, em 1960, através da utilização de computadores ligados por terminais, que permitiam aos alunos aceder aos conteúdos dos cursos. Este sistema esteve na origem dos primeiros cursos online. Em 1997, Graziadei define alguns critérios para o desenvolvimento e avaliação de cursos online, tais como serem móveis, replicáveis, acessíveis e apresentarem uma boa relação custo-benefício a longo-prazo. Em 2002, o Instituto de Tecnologia de Massachusetts (MIT) começa a disponibilizar cursos online gratuitos.
Outras importantes ferramentas desenvolvidas, antes do início do século XXI, foram o microfilme (1965), os discos duros, as disquetes, a calculadora manual (1970), o computador de mesa (1980), o CD-ROM (1985), os computadores portáteis (1990) e o quadro interativo (1999).
Nos anos 90, surge a World Wide Web (rede mundial de computadores), na Organização Europeia para a Investigação Nuclear (CERN), em Genebra, na Suíça, por Tim Berners-Lee. A Web consiste num programa de navegação e edição de hipertexto de informação inter-relacionada, que permite retirar e adicionar informação de e em qualquer computador ligado através da Internet, que utilize o sistema codificado HTML (Linguagem de Marcação de Hipertexto). O CERN divulgou o programa para o navegador Web na Internet em Agosto de 1991, o qual foi rapidamente replicado e aprimorado, visando a construção de navegadores de Internet de fácil utilização. O sistema operativo Windows 95, desenvolvido pela empresa Microsoft, que incluía o seu próprio navegador, o Internet Explorer, foi um dos sistemas com mais sucesso. A Internet tornou-se uma das tecnologias educacionais mais usadas, disponibilizando, além de cursos online, correio eletrónico, motores de pesquisa, sites e blogs, entre outras ferramentas. Um estudo dos Institutos Americanos de Investigação, em 2002, revelou que os alunos utilizam a Internet como biblioteca virtual, para aceder a livros e outros conteúdos, como tutor e conselheiro virtual, como grupo de estudo virtual e como local de redação e armazenamento de trabalhos académicos. Também os professores utilizam a Internet como ferramenta nas suas aulas, por exemplo, recorrendo a conteúdos disponíveis online. Simultaneamente, os professores orientam os alunos para utilizar a Internet, de forma a obter informação relacionada com determinados tópicos ou para completar testes e questionários.
A CLOUD (‘Nuvem’), embora parte da Internet, teve um grande impacto, merecedor de destaque. A Nuvem assenta na partilha de recursos através de uma rede interligada. Os recursos da Nuvem são, não só partilhados por vários usuários, mas também realocados conforme a necessidade. Esta abordagem permite que múltiplos usuários possam aceder a um só servidor para retirar ou inserir dados. Simultaneamente, disponibiliza redes de grande capacidade de armazenamento e baixo custo, permitindo que os conteúdos curriculares sejam alocados à identidade online dos alunos e não a um dispositivo específico. Esta ferramenta garante, ainda, a segurança no acesso dos alunos, professores e administradores, a partir de qualquer dispositivo. Dado a sua infindável capacidade de armazenamento, possibilita aos professores e escolas guardar trabalhos e informações, permitindo que os alunos mantenham o acesso a conteúdos relevantes, de forma contínua.
Na década de 90 surge a tutoria inteligente, que resultou das descobertas realizadas na área das ciências cognitivas, amplamente aproveitadas pelas aplicações. Carnegie Mellon desenvolveu uma ferramenta de ensino designada por Tutor de Algebra Prático (PAT), o qual utiliza problemas reais, permitindo aos alunos utilizar múltiplos recursos para o resolver. O programa permite monitorizar o progresso do aluno, oferecendo-lhe feedback durante a resolução do problema. Com base nas informações recolhidas pelo algoritmo, o programa seleciona os problemas que mais se ajustam às necessidade do aluno. O PAT foi testado pela primeira vez em 1993, em três escolas secundárias de Pittsburg, nos EUA. Desde então, múltiplos alunos têm beneficiado de programas similares.
Nesta sequência, surgem os conceitos de Treino Baseado em Computadores (CBT) e Aprendizagem Baseada em Computadores (CBL), onde a interação ocorre entre o aluno e os exercícios ou simulações do computador. Posteriormente, surgem os Sistemas de Aprendizagem Colaborativa apoiada em Computadores (CSCL), que estimulam o desenvolvimento de conhecimentos partilhados. E, ainda, a Comunicação Mediada por Computadores (CMC), que permite a interação entre alunos e professores, favorecendo o processo de tutoria, através de atividades de aprendizagem flexíveis.
A partir de 2000, a evolução tecnológica e da Internet permitiu desenvolver novas formas de comunicação à distância, via multimédia ou com recurso a câmaras. Surgem os telemóveis de terceira geração, os blogs e as aplicações. Entre 2008 e 2009, a videoconferência atinge o seu pico de popularidade nos EUA e Canadá. Em 2010 surge o tablet.
Outras ferramentas de colaboração e comunicação online, atualmente utilizadas, são os Sistemas de Gestão da Aprendizagem (LMS), que permitem que administradores, professores e alunos colaborem e comuniquem online, em tempo real e à distância. Algumas das plataformas mais populares são o Blackboard Learning System, o Share-Point LMS, o Sakai e o Moodle. Estas plataformas permitem a criação de fóruns de discussão, quadros interativos, troca de ficheiros e emails, conversas em tempo real, calendarização de atividades, utilização de ferramentas de pesquisa, trabalho em grupo, criação de portfólios eletrónicos, aplicação de questionários, monitorização do trabalho dos alunos, partilha de conteúdos, entre outros.
Em 2008, o Concelho Europeu fez uma declaração, exaltando o potencial do ensino à distância na promoção da igualdade de acesso e na qualidade da educação nos países da União Europeia.

## Histórico no Brasil

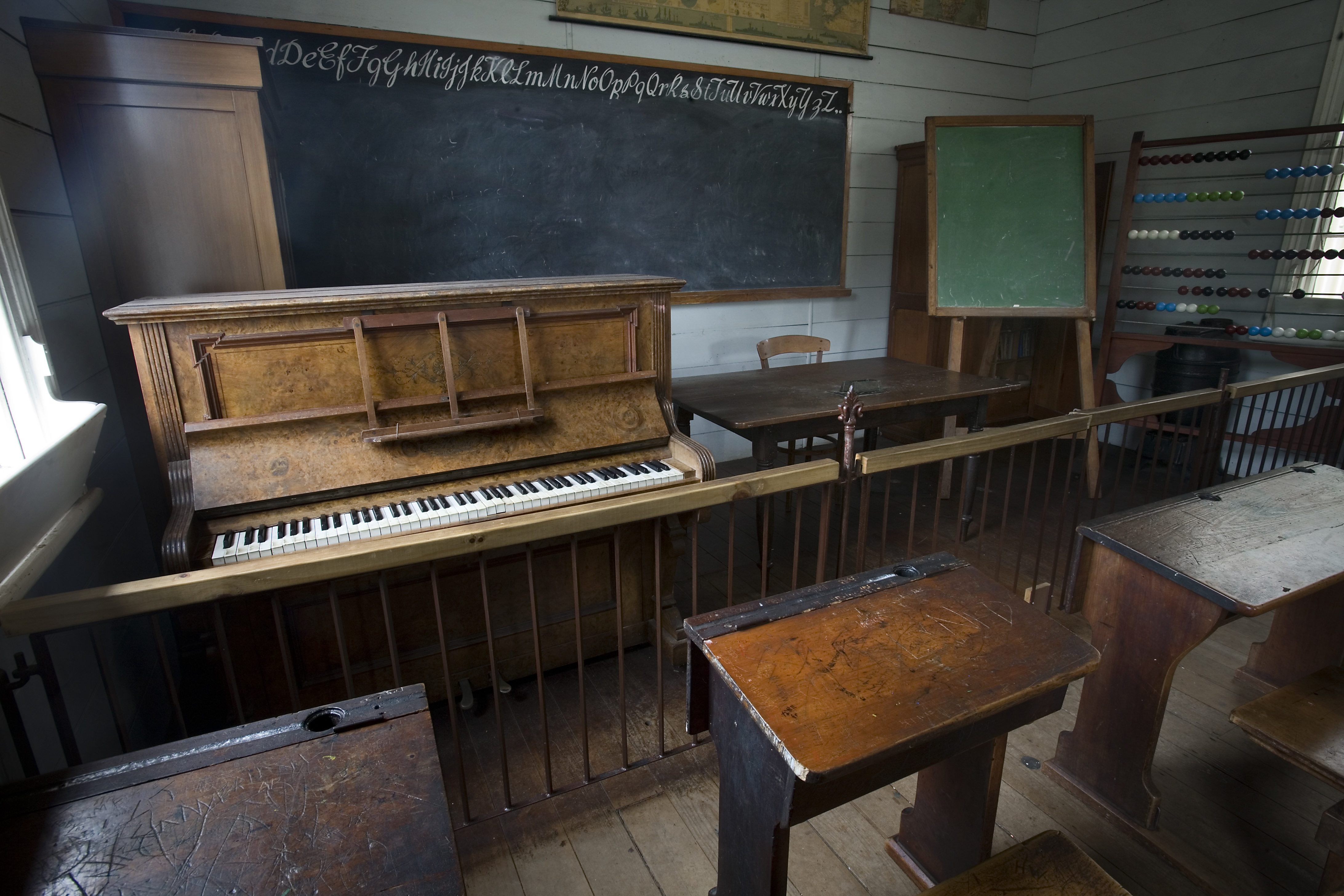
Sala de aula do século XIX, em Auckland.

Nas décadas de 1950 e 1960, a tecnologia educacional se integrou aos estudos vigentes em psicologia educacional, o que gerou grande interesse por CAI (instrução facilitada pelo computador). Em 1971, foi realizado, na Universidade Federal de São Carlos (UFSCar), um seminário sobre o uso computadores no ensino de Física bem como a I Conferência Nacional de Tecnologia em Educação Aplicada ao Ensino Superior (I CONTECE) no Rio de Janeiro. Outras experiências surgiram como o uso de software para simulação no ensino de química na Universidade federal do Rio de Janeiro (UFRJ) em 1973. As experiências culminaram no primeiro grande projeto de escopo nacional, o projeto EDUCOM no início dos anos 80 em cinco universidades brasileiras (UFMG, UFRGS, UFPE, UNICAMP e UFRJ). O projeto teve como objetivo articular os estudos desenvolvidos na universidade, que agiriam em consórcio, realizando de projetos em parcerias com escolas.

### Projetos recentes relevantes
- Programa Nacional de Tecnologia Educacional ou ProInfo - É um programa "educacional com o objetivo de promover o uso pedagógico da informática na rede pública de educação básica"[28], em articulação com os estados e municípios.  Foi criado em 1997 pela portaria 522 do Ministério da Educação. Na sua primeira fase teve como enfoque a instalação de computadores, com conexão a Internet nas escolas bem como a formação de professores. A partir do Decreto 6300 de 2007, o programa se expande, promovendo a criação de laboratórios de informática e fomentando a produção de recursos digitais[29].

- Um Computador por Aluno ou UCA - Partindo da influência da proposta do OLPC, iniciou-se no Brasil um projeto centrado na distribuição de laptops para alunos em escolas públicas. No projeto foram incluídas propostas para formação para professores com o envolvimento de instituições de ensino superior do país além da implantação de infraestrutura[30]. Um pré-piloto foi realizado em cinco escolas em diferentes estados. Nessa fase foram experimentadas diferentes modelos (Mobilis, Classmate e XO), todos utilizando alguma distriuição do sistema operacional livre Linux[31]. A segunda fase, ou piloto[32], iniciou-se em 2010, com a meta distribuir 150.000 computadores portáteis. Nesta fase a escolha recaiu sobre o Classmate (representado pelo consórcio de empresas CCE/Digibras/Metasys). Expandiu-se o raio de ação para 300 escolas ao redor do país. Ademais, seis cidades receberam laptops para todas as suas escolas públicas, sendo chamadas de “UCA-Total”. A terceira fase do UCA teve como meta a expansão vislumbrando a compra de 600 mil laptops. Foi realizada através de uma de ata de registro de preços pelo governo federal, para que a compra dos laptops fosse efetuado pelos estados e municípios interessados. O projeto hoje se encontra em uma situação ambígua, com limitado apoio do governo[33]. Na falta de investimento em uma avaliação sistemática dos resultados, torna-se difícil avaliar a fidelidade da implementação e a qualidade do projeto como um todo. Alguns estudos e análises abrangentes apontam problemas já conhecidos em projetos envolvendo a utilização de computadores em escolas, incluindo limitada infra-estrutura, manutenção e formação docente[34]. Outros, focados em estudos de caso, apontam mudanças de práticas e interessantes projetos desenvolvidos em interação com o laptop[35].

- Tablets - Atualmente o projeto ProUCA concentra-se na distribuição de tablets para professores. O processo se iniciou em 2011 com um pregão (FNDE 081/2011) para registro de preços para 900.000 tablets em dois modelos - um com tela maior e outro com tela menor. O pregão foi realizado em quatro lotes, sendo que as empresas Positivo (3 lotes) e Digibras (1 lote) venceram. Os estados e municípios poderiam adquirir os equipamentos que foram distribuídos a partir de 2013.

Uma série de outros projetos relacionados foram desenvolvidos no âmbito dos municípios e dos estados por iniciativa pública, privada ou em parceria, envolvendo os mais variados dispositivos e modelos de projetos.
- Introdução de jogos para facilitar o ensino: O desenvolvimento de jogos é uma área que se desenvolve cada vez mais nos dias atuais, mas esse desenvolvimento não só aparece como uma forma de entretenimento lúdica, mas também como um artifício colocado em sala de aula para prender a atenção do aluno e facilitar seu aprendizado. Está se tornando cada vez mais comum o uso de Softwares educacionais para ajudar no ensino nas salas de aula.

## Dados sobre tecnologia e educação no Brasil
De acordo com o último levantamento sobre o ensino básico do TIC & Educação (2013) conduzido pelo CETIC.br:
- 95% das escolas da rede pública, e 99% da rede privada tem acesso a Internet, sendo que a velocidade da conexão ainda é baixa para a maioria das escolas públicas (52%, 2Mbps);
- 98% dos professores indicam ter computador em casa. Destes, a quase totalidade dos computadores de mesa (99%) utilizam o sistema operacional Windows, com pequena representação de Linux (3%, considerando que mais de uma máquina pode estar presente no domicílio); Para computadores portáteis a proporação é pouco menor (95% para Windows);
- 96% dos professores indicam ter acesso a internet em casa.

Uso da internet nas escolas: Por ser um meio onde o aluno tem acesso a um contingente muito grande de informações de uma maneira rápida e confortável, a internet vem sendo nos últimos anos integrada ao ensino como uma maneira onde os alunos e os professores teriam acessos a novas culturas, realidades, em todo o mundo, desenvolvendo seus conhecimentos. Em alguns países sua implantação nas escolas já apresenta um número bastante significativo:
No mundo: Na Europa os NREN (National Research and Education Network) chegam a atender um percentual de 80% a 100% das escolas de ensino superior em países como França, Inglaterra, Espanha. Quando se fala em ensino secundário, esse percentual chega a cair para menos de 10% nesses mesmos países citados antes.

## Os benefícios e os problemas encontrados pela tecnologia na educação
O crescimento tecnológico trouxe junto com ele novos artifícios e métodos tecnológicos utilizados para o desenvolvimento e aprimoramento dos métodos educacionais utilizados hoje em dia. A utilização da internet, tablets e jogos para facilitar a assimilação dos alunos sobre determinado tipo de assunto ou a criação de sistemas computacionais para a análise do desenvolvimento de uma sala de aula em relação a seu nível de aprendizagem, são alguns exemplos do uso dessas novas tecnologias na educação.
O modelo educacional atual foi construído devido ao desenvolvimento de modelos anteriores. Esse desenvolvimento passou pelo modelo clássico Greco-romano que utilizava a disciplina para a construção de um cidadão ideal, predeterminado, e pregava o amor à sabedoria, pela era do iluminismo onde se iniciou um modelo antropológico-social e onde existiria uma propagação da educação entre todas as camadas sociais, chegando ao modelo atual, onde a educação propicia a construção de uma pessoa apta a ajudar na evolução da sociedade.
Com a disseminação da internet na década de 90 e o aumento no desenvolvimento de novas tecnologias, o uso de ferramentas tecnológicas passou a ser muito cogitado no meio educacional. Nesse contexto político e econômico de propagação dos ideais neoliberais, muitos pesquisadores refletiram sobre os impactos das novas tecnologias de informação e comunicação (TICs) na educação. No Brasil, observa-se um movimento contraditório em que se considera que a possibilidade de um aluno possuir um computador (ProUCA) e outras tecnologias o tornem protagonista de seu próprio aprendizado, caracterizando a implantação dessas tecnologias como uma proposta pedagógica construcionista; entretanto, muitas organizações educacionais, por acreditarem que a implantação da tecnologia é uma garantia imediata de melhoria na educação e conhecimento dos alunos, acabam por marginalizar professores e estudantes no processo de ensino, agora protagonizado pela tecnologia como o agente que pode solucionar os problemas educativos definitivamente, caracterizando a implantação das TICs como uma perspectiva Tecnicista e não construcionista. O resultado é uma pressão colocada sobre os profissionais da educação para agregar cada vez mais essas tecnologias no processo de ensino aprendizagem sem preparação ou intencionalidade, além da falsa noção de que a ausência dessas tecnologias diminui a qualidade do ensino.

### Desafios da implementação da tecnologia no ambiente educacional
De acordo com o Instituto Brasileiro de Geografia e Estatística, mais de 90% dos domicílios brasileiros possuíam acesso à internet em 2023, mas cerca de 6 milhões ainda não tinham acesso, principalmente por motivo de alto custo de serviço ou por moradores não saberem usar a internet. 
A integração da tecnologia no ambiente educacional enfrenta diversos desafios, sendo a desigualdade no acesso à internet e a capacitação dos professores. Estudantes que vivem em zonas rurais ou de baixa renda dificilmente têm acesso à internet, o que limita o seu acesso a recursos de aprendizagem digitais. 
Além disso, a formação de professores no uso da tecnologia é fundamental para garantir uma implementação eficaz. Alguns educadores não têm formação apropriada sobre o uso das ferramentas digitais no seu ensino, portanto a capacitação dos professores é essencial para que possam se familiarizar e entender como usar os novos recursos e incluir nas suas práticas pedagógicas.  
A partir do levantamento Panorama nas Escolas, elaborado pelo Núcleo de Informação e Coordenação do Ponto BR (NIC.br) em 2024, constatou-se que o acesso à internet nas escolas brasileiras é desigual, enfrentando problemas de infraestrutura que dificultam a utilização das ferramentas digitais nas salas de aula. 

## Relação com o ensino a distância
Desenvolvimento de softwares com sistematização de ensino virtual: Existe a criação e o aprimoramento de Ambientes virtuais de aprendizagem, que são softwares que auxiliam na aplicação do modelo de ensino. São elaborados para auxiliar os professores no ambiente de ensino, através do gerenciamento dos conteúdos, do seu curso e dos alunos, permitindo acompanhar o progresso deles constantemente. Modelos que utilizam tele-aulas que vão de assuntos iniciais como soma e subtração até assuntos mais complexos como cálculo numérico, derivadas, integrais, alem de possuir também uma variação muito grande de matérias, geografia, biologia, história entre outras, onde o aluno assiste às aulas pela TV e praticam o que foi aprendido em materiais com exercícios. Esse sistema de teleaulas é um exemplo do modelo de.  Existe ainda outro auxílio tecnológico, que é um método educacional muito interessante e também faz uso da , proposto pela  onde os alunos acessam seu site e podem fazer uso de uma videoteca com mais de 3200 vídeos, com uma grande variedade de conteúdos que vão de assuntos iniciais como soma e subtração até assuntos mais complexos como cálculo numérico, derivadas, integrais, alem de possuir também uma variação muito grande de matérias, geografia, biologia, história entre outras. Possui também desafios interativos, e avaliações a partir de qualquer computador com acesso a web. Nesse sistema, os país e professores podem verificar o progresso de seus alunos ou filhos através de relatórios em tempo real, com estatísticas deles, matérias aprendidas e comparativos com outros alunos. É um método que emprega o aprendizado de cada aluno no seu ritmo, onde muitas vezes em uma sala de aula isso não ocorre, pois o aluno tem que seguir o ritmo de seus colegas. Isso faz com que o conhecimento seja construído e não apenas transferido e imposto pelo professor, faz com que o aluno tenha o controle nessa construção e assim possa ele guiar da melhor forma que seja para ele.
As gerações atuais, já inseridas nessa cultura tecnológica, de modo geral,lidam facilmente com esses avanços. Entretanto, é necessário que se desenvolvam habilidades cada vez mais refinadas e especificas para destacarem-se no mundo do trabalho, o qual também está com forte influência da tecnologia. Por isso, é essencial estar apto a lidar com a informática e, principalmente, conhecer a abrangência de recursos que ele fornece ao usuário. Indicamos algumas dentre diversas possibilidades de utilização do computador na abordagem de temas matemáticos. Sugerimos o trabalho com programas computacionais direcionados que contribuem para a visualização e verificação de propriedades e auxiliam na resolução de problemas, uma vez que permitem construções e efeitos pouco viáveis ou impossíveis de serem realizados apenas com lápis, papel e instrumentos de medição e desenho. Para você conhecer e explorar o uso de tais recursos computacionais e experimentar procurando tornar o estudo mais interessante e dinâmico.
-- Winstats - é um programa gratuito que permite o tratamento de dados estatístico, realizando cálculos de medidas estatísticas e obtendo diversos tipos de gráficos, estudos de probabilidade.

## Tecnologias

### Ensino colaborativo através do uso das tecnologias educacionais
No processo ensino-aprendizagem, a colaboração é a construção de conhecimento compartilhado, muitas vezes não se distinguindo quem ensina e quem aprende, pois há a participação efetiva de todos e de cada um, contribuindo com a sua parcela sobre o pensamento da equipe. Não é suficiente que os participantes dividam as tarefas e compartilhem cumulativamente conhecimento, fazendo especificamente a sua parte, pois o objetivo é que o produto final das atividades em que os membros do grupo colaborativo se envolvam não seja resultado da soma dos trabalhos individuais e que se consiga distinguir o papel de cada um. Pelo contrário, a meta é que haja uma atuação harmônica da equipe, chegando a uma concepção compartilhada dos problemas e das possíveis soluções. Nessa configuração de trabalho colaborativo, os alunos interagem em grupos sobre um problema ou tarefa compartilhada, havendo o papel mediador do professor. Assim, espera-se que todos tenham igual contribuição e participação e, por isso, os participantes unem suas competências e coordenam suas habilidades similares ou complementárias, estabelecendo objetivos compartilhados claros e trabalham juntos na construção e manutenção dos conhecimentos que se originam dessa interação.  
A aprendizagem é um processo social e as pessoas aprendem melhor com e a partir de outros, atuando ativamente, analisando problemas, estabelecendo hipóteses, aprimorando o pensamento, buscando o consenso, evoluindo a partir da contribuição do conjunto. Desse modo, ao final do processo, a ideia do grupo recebe a participação de todos e fica melhor que o pensamento particulares dos seus membros. Com isso, além da aprendizagem esperada, as atividades de colaboração contribuem para que conceitos novos, ideias diferentes, entendimentos profundos, habilidades inusitadas e soluções originais possam emergir, alcançando objetivos complexos de aprendizagem. Em cenários de colaboração, as tecnologias assumem papel na motivação, comunicação, mediação e interação dos participantes, através do uso de ferramentas adequadas, abordagens construtivistas e ambiente de aprendizagem poderoso e envolvente.  
Para que a colaboração ocorra, é preciso criar e manter relações que componham os interesses pessoais e sociais comuns dos participantes, sendo primordial a compatibilidade filosófica, a visão compartilhada do contexto e o entendimento a respeito do papel individual e coletivo diante do processo de colaboração. Desse modo, o trabalho colaborativo possibilita práticas de ensino e aprendizagem compartilhadas e um ambiente que permite interagir, discutir, refletir e construir o conhecimento em grupo. Com isso, a formação do estudante se dá por meio de quatro princípios fundamentais, que são trabalho conjunto, interatividade, aprendizagem compartilhada e construção de conhecimento coletivo, esperando-se dele o envolvimento ativo na sua própria aprendizagem e sua inserção em um contexto social solidário e desafiador.
Entre os benefícios do trabalho colaborativo usando as tecnologias, destacam-se interatividade, através de envolvimento ativo e flexível, unindo forças para enfrentar os problemas; desenvolvimento de relações pessoais e práticas de argumentação e comunicação; construção de conhecimento em grupo; aplicação de conceitos efetivamente aprendidos a novas situações ou contextos; ampliação de discussões simultâneas, revisão por pares e monitoramento, abordando os temas por múltiplas perspectivas e agregando valor ao grupo; desenvolvimento da aprendizagem, com promoção da aprendizagem pessoal, profissional e cultural; estímulo à gestão da aprendizagem e ampliação de conteúdo; construção do conhecimento coletivo, através do desenvolvimento de competências; criação de conteúdo; desenvolvimento da criatividade, da autonomia, da participação com qualidade e do pensamento crítico e ganhos adicionais relacionados à tecnologia, com uso de ferramentas computacionais, interação on-line e educação à distância, fugindo das abordagens tradicionais de fornecimento de instrução.  
Os desafios ao trabalho colaborativo com uso de tecnologias podem estar relacionados aos professores, como déficits em sua formação inicial, aceitação das mudanças necessárias, enfrentamento de desafios inesperados, reflexão e autoafirmação docente; relacionados aos alunos, como deficiência nos conhecimentos prévios, desconhecimento técnico, conflitos externos e falta de infraestrutura ou relacionados às atividades propriamente, como obstáculos para usar novas ferramentas e estratégias; dificuldades no planejamento, design e avaliação das atividades propostas; tempo para a preparação das atividades; pouco conhecimento sobre os estudantes e problemas na infraestrutura. Outras questões apontadas estão relacionadas diretamente às tecnologias, falando-se da complexidade do trabalho no ambiente virtual, das ferramentas de colaboração e dos limites tecnológicos. Com relação à formação docente, destaca-se a necessidade de formação continuada e qualificada, abordando aspectos técnicos e pedagógicos e a necessidade de parcerias e apoio para o trabalho cotidiano com tecnologia educacional. Os docentes percebem ainda a necessidade de revisão de suas práticas e mesmo de uma mudança cultural, enquanto a visão dos alunos é que se sentem desafiados, sobrecarregados e inseguros com a introdução das tecnologias no processo colaborativo para o ensino e a aprendizagem. Tudo isso precisa ser trabalhado e precisa passar pela construção de metas claramente definidas no início e pela preparação adequada dos membros da equipe, otimizando o seu desempenho. 
A partir da visão que a aprendizagem colaborativa é uma atitude baseada em grupo e que seus membros unem esforços, tomam iniciativas e trabalham em empreendimentos educacionais, não se pode mais pensar em exercícios automáticos e sem sentido. Para transformar o aprendizado em uma atividade social, é preciso elaborar projetos que façam fluir a comunicação e a integração entre os elementos. Nesses projetos, os dispositivos tecnológicos servem como ferramentas que apoiam o aprendizado.  Com isso, os alunos podem se comunicar dentro da equipe, contatarem com os professores ou interagirem com outras pessoas, visando ampliar os conhecimentos, através de vídeos, troca de imagens, chamadas de voz, chats, mensagens instantâneas, e-mails, blogs e muito mais.
Dentro da grande variedade de recursos tecnológicos que podem atuar como auxiliadores desse processo educacional, chama a atenção a aprendizagem colaborativa apoiada por computador, que está crescendo como um campo de pesquisa e aplicação de tecnologias que é dinâmico, interdisciplinar e internacional. Seu foco é entender como a tecnologia pode facilitar o compartilhamento e a criação de conhecimento e atuar ampliando a capacidade por meio da interação entre pares e processos de aprendizagem em grupo. A sua área de investigação inclui situações nas quais as interações ocorrem entre os alunos que usam redes de computadores para melhorar o ambiente de aprendizagem. Também avalia e estimula o uso de tecnologia para oferecer suporte à comunicação assíncrona e síncrona entre os alunos e fornece um ambiente que faz com que reflitam sobre sua aprendizagem e suporta a colaboração entre os alunos para aprimorar seus processos de aprendizado. Para isso, pode utilizar diversos recursos, como redes sociais, blogs, wikis, podcasts, portais de documentos baseados em nuvem, grupos de discussão, mundos virtuais, entre outros.
Também há vários níveis de integração dessas tecnologias, que vão do que é mais simples e estático, como preparar uma apresentação em slides e compartilhá-la, até os mais complexos e interativos, como realizar simulações que enfocam o aprendizado ativo e a solução de problemas. Restrições de recursos podem impactar sobre o tipo de multimídia que pode ser incorporado na sala de aula ou fora dela, mas a criatividade pode superar a dificuldade financeira, pois está disponível uma grande variedade de ferramentas de baixo ou nenhum custo. Todo esse arsenal, composto por hiperdocumentos, wikis, sites de redes sociais e compartilhamento, jogos digitais, entre outros, possui um poder pedagógico enorme na construção do conhecimento coletivo e colaborativo, reduzindo a ocorrência de desinteresse, fracasso e conflitos. Entretanto, sem o conhecimento acerca da utilização dessas ferramentas e postura crítica em relação a elas, a sua simples utilização não garante aprendizagem.  Por isso, algumas dessas ferramentas serão descritas brevemente:
Wikis
O termo wiki designa um software colaborativo que cria coleções de páginas interligadas e auxilia grupos de pessoas envolvidas em tarefas ou objetivos comuns e que buscam editar documentos com uma linguagem simples e eficaz. Sua estrutura de navegação é interativa e possui ligações com outras páginas, formando um hipertexto ou uma hipermídia. 
Esse tipo de ferramenta proporciona uma nova maneira de realizar atividades de estudo, possibilitando que professores e alunos trabalhem em rede sobre um determinado assunto. A interatividade do software, a dinâmica da construção, a interação com os outros membros do grupo, a fácil visualização do material na plataforma e a flexibilidade cognitiva são muito importantes para o trabalhar com uma hipermídia com intencionalidade educacional e o ideal é trabalhar um contexto que favoreça a resolução de problemas, para que os estudantes se sintam curiosos, desafiados e empenhados para atingir os objetivos de aprendizagem. 
À medida que mais pessoas estão tendo acesso às tecnologias, as oportunidades de participar das tarefas, realizar pesquisas, discutir o tema, refletir sobre os achados, construir saberes, colaborar com a equipe e definir o modo como o conhecimento pode ser organizado e divulgado, aumentam significativamente, mobilizando estudantes e professores a interagir e inovar nesse processo.    Trabalhando com wikis, os alunos sentem que são participantes ativos e que fazem a diferença com o seu papel, enquanto os professores atuam mais no planejamento, organização e implementação das atividades e assumem o papel de mediação, orientação e estímulo aos discentes, saindo do centro do processo pedagógico.  Adicionalmente, na perspectiva do E-learning 2.0, os wiki estão entre as tecnologias educacionais mais promissoras, pois demanda o envolvimento ativo dos alunos para uma aprendizagem construtivista. 
Blogs
Um blog é semelhante a um diário pessoal e possibilita que o blogueiro publique seus pensamentos, opiniões e comentários em um site. A incorporação de blogs no processo de ensino-aprendizagem permite que os alunos adquiram uma sensação de protagonismo, pois eles se sentem com poder de decisão e identidade individual ao mesmo tempo que aprendem a interagir com os outros on-line. Os blogs podem gerar um ambiente amistoso, em que estudantes e professores podem compartilhar material e trocar informações relevantes para seus estudos acadêmicos. Os alunos também podem postar perguntas e comentários no blog para que todos possam visualizar e dar sua ideia. O docente pode postar links para artigos de pesquisa ou sites sobre o assunto e, com isso, cria-se um ambiente de aprendizado colaborativo e reforça o aprendizado em sala de aula. Essas estratégias de aprendizagem metacognitiva reforçam a aprendizagem ativa e incentivam o autoquestionamento, a pesquisa e a reflexão e geralmente não há custos. Por outro lado, apesar dos múltiplos benefícios, o aprendizado apoiado pela tecnologia oferece também limitações, como, no caso de escrever blogs, alguns alunos não querem se expor, ficam ansiosos por escrever e postar um texto que contenha erros; outros sentem-se inibidos para colocar comentários nos blogs de seus colegas de turma e temem que a crítica seja mal interpretada. 
E-mail
Desde a década passada, o e-mail sofreu um rápido desenvolvimento e se tornou uma ferramenta bastante útil nas colaborações de produções coletivas porque esta modalidade de comunicação opera no escopo transmissão-recepção-transmissão, precisando apenas de algum aparelho conectado à internet. Isso significa comunicação eficiente entre os envolvidos, principalmente no que tange a temas relevantes e que precisam ser arquivados, tendo a desvantagem de a comunicação não ocorrer em tempo real. 
Skype
O Skype permite uma comunicação através de vídeo e voz de elevada qualidade, sendo possível conversar com uma ou mais pessoas ao mesmo tempo. Isso propicia que os estudantes aprendam com os pares, tirem dúvidas com seus professores, conversem com especialistas, assistam tutorias, liguem-se a culturas distantes, conheçam outras realidades e expandam os seus conhecimentos, usando uma ferramenta de fácil manuseio e disponível on-line. Neste caso, é possível saber o estado do utilizador (on-line, ocupado, ausente, inativo) e as conversas ocorrem em tempo real. 
WhatsApp
O WhatsApp é um aplicativo de comunicação virtual que permite o envio de texto, vídeo, áudio e imagens e pode ser usado para fins pedagógicos, pois é versátil e possibilita a interação dos estudantes acerca de uma questão a ser deliberada, a troca de informações e o compartilhamento de material. Além disso, o professor dinâmico e criativo pode utilizar esse aplicativo para expor problemas, levantar discussões e apresentar casos para investigação. O WhatsApp é muito utilizado no contexto social e pode ser algo inovador, enquanto estratégia de ensino de disciplinas e para o trabalho colaborativo.
Facebook
O Facebook incorpora recursos multimídia e redes sociais e várias instituições estão incluindo aplicativos do Facebook em seus campi como recursos educacionais digitais.  Esta lista não se esgota aqui, havendo cada vez mais possibilidades de se usar a tecnologia como apoio ao processo ensino-aprendizagem, inclusive associando ferramentas e inovando metodologias.

### Ambientes Virtuais de Aprendizagem (AVA)
Os Ambientes Virtuais de Aprendizagem (AVA) são plataformas digitais projetadas para apoiar o processo educativo, facilitando o acesso a conteúdos e interações entre estudantes, professores e materiais de ensino. Esses ambientes incluem funcionalidades como fóruns de discussão, atividades interativas, avaliações e espaços para compartilhamento de arquivos, permitindo que a educação aconteça de forma remota e flexível. 
Os AVAs apresentam vantagens tanto no ensino a distância (EaD) quanto no ensino presencial. No EaD, os AVAs são essenciais para organizar e estruturar o conteúdo, permitindo o acesso remoto a qualquer hora e lugar, o que amplia as oportunidades educacionais para pessoas em regiões distantes ou com dificuldade de acesso à educação presencial. Além disso, esses ambientes oferecem ferramentas para acompanhamento individualizado, incentivando a autonomia dos alunos e facilitando a comunicação com professores e colegas.
No contexto presencial, os AVAs funcionam como um complemento ao aprendizado em sala de aula, oferecendo materiais de estudo adicionais, atividades de revisão e exercícios práticos. Essa combinação de ensino presencial com suporte digital é conhecida como "ensino híbrido", que permite uma maior flexibilidade e personalização do aprendizado. Os AVAs também se destacam por possibilitar a inclusão e acessibilidade no aprendizado, pois muitos contam com recursos de Tecnologia Assistiva que atendem às necessidades de estudantes com deficiência, como leitores de tela e textos alternativos para imagens, promovendo um ambiente educacional mais inclusivo.

### Áudio e vídeo
Com o progresso da globalização e o desenvolvimento de novas tecnologias, a forma tradicional de educar ficou ultrapassada e incapaz de respaldar as transformações que surgem no panorama educacional.  A escola, buscando melhorar o ensino e proporcionar a formação integral do sujeito, tem que se adaptar às novas culturas e manter-se atualizada quanto às modernas tecnologias de informação e comunicação.
A tecnologia  está cada vez mais presente no cotidiano das pessoas, que buscam agilidade e facilidade na forma de obter conhecimentos. Isso tem trazido modificações aos modelos de educação, com o surgimento de novas situações de aprendizagem, havendo a necessidade de inserir novas metodologias na cultura escolar, que dinamizem o processo de ensino e aprendizagem, transformando os discentes em protagonistas autônomos e capazes de construir saberes práticos a partir das informações obtidas.  As tecnologias educacionais correspondem às estratégias para inovar a educação, sendo uma forma sistêmica de planejar, implementar e auxiliar o processo de ensino e aprendizagem, tornando-o mais eficiente.  Entre as tecnologias educacionais, estão os vídeos e os áudios, que tanto podem ser utilizados em sala de aula, como podem ser disponibilizados aos alunos para serem utilizados onde e quando quiserem.
Os vídeos são uma forma de tecnologia educacional que pode ser usada por meio de televisão, DVDs ou internet e, se forem bem utilizados como ferramenta pedagógica pelos professores, têm o poder de proporcionar uma grande diversidade de construção de aprendizagem. Para isso, é preciso criar estratégias que possibilitem sua integração à educação evitando o deslumbramento excessivo e o seu uso indiscriminado e despropositado. O professor precisa sempre lembrar que as ferramentas audiovisuais são apenas instrumentos que ajudam o seu trabalho, mas não o substituem, devendo ser empregadas, dentro da sequência pedagógica, no momento correto, na quantidade adequada e com o objetivo definido.
Em sala de aula, os vídeos aproximam o tema que está sendo ensinado à rotina do aluno, com as linguagens de aprendizagem, e insere novas questões no processo educacional. Os vídeos têm uma linguagem diferente dos livros, estando interligados à televisão e a um contexto de lazer e entretenimento, fazendo com que os alunos se sintam mais à vontade, tornando a sala de aula, imperceptivelmente, mais descontraída. Dentro da metodologia das aulas expositivas, para sair do formato tradicional e favorecer a participação dos alunos, podem ser incorporados segmentos de vídeos, estrategicamente selecionados junto com exercícios interativos de perguntas e respostas para ajudar a compreensão e significar o conteúdo ensinado. No contexto de educação a distância, as salas de aula virtuais são mediadas por tecnologias eletrônicas, com áudio e vídeo bidirecionais. Isso possibilita a aprendizagem de quem não pode, por algum motivo, participar de atividades presenciais. Também nos modelos mistos, em que parte do ensino é presencial e parte se dá através da mediação do computador, os vídeos exercem um relevante papel educacional.
Os vídeos também são muito importantes quando se planeja empregar a metodologia de sala de aula invertida (flipped classroom) Nessa metodologia, inverte-se a lógica das aulas, ou seja, os conteúdos são ministrados tipicamente em casa, através de vídeos gravados pelo professor ou obtidos na internet e disponibilizados aos alunos para direcionar o estudo, enquanto o momento em sala de aula é aproveitado para discutir os temas, tirar dúvidas, praticar exercícios e resolver problemas acompanhados pelo professor, otimizando o aproveitamento do tempo. Além disso, os alunos podem procurar outros materiais e assistir a outros vídeos relacionados na internet, buscando mais informações e aprofundando os conhecimentos para enriquecer o debate em sala. Esse modelo é claramente centrado no aluno, pois é ele que faz a gestão do tempo, do ritmo e dos assuntos a serem estudados, cabendo ao professor o papel de orientador da aprendizagem, através do fornecimento do material e das discussões realizadas.  
Com relação às formas como os vídeos podem ser disponibilizados, temos: 
- A televisão instrucional, que corresponde a um sistema elementar, geralmente dirigido a grupos específicos, e que consiste em um conjunto de programas bem planejados e gravados, sendo visualizados de forma agradável e bastante instrutiva, facilitando a compactação do conteúdo ensinado através de aulas simples e significativas por conta das imagens, do ritmo e da continuidade como ocorre a sequência didática.[63] [71]
- Os vídeos digitais disponibilizados por DVD, que permitem a fixação do conhecimento através de uma maior atenção porque, como instrumento complementar, permite rever uma determinada situação de aprendizagem, tirar dúvidas e analisar o conteúdo sem o inconveniente da instantaneidade da televisão.[63] [64]
- Os vídeos obtidos através da internet, que são os principais instrumentos tecnológicos utilizados atualmente, possibilitando o rompimento das fronteiras na obtenção de informação e sua transformação em conhecimento, à medida que nos permite acesso fácil, rápido, contínuo e gratuito, independentemente de local e horário. Nesse sentido, representa um impulso vital à ideia de educação à distância e de inclusão digital. Em alguns casos, ainda se pode editar o vídeo, acrescentar textos ou áudios.[63] [65]

O áudio também pode ser utilizado como elemento motivador do aprendizado, seja em sala de aula ou como atividade em casa, sendo mais comumente utilizado em conjunto com o vídeo, formando o recurso audiovisual, mas também pode ser utilizado isoladamente com fins pedagógicos. O seu maior veículo propulsor é o rádio, que teve franco desenvolvimento em meados do século passado, quando o progresso tecnológico o tornou um simplificador e verdadeiro estímulo para os novos processos pedagógicos. Hoje, quando desejamos apenas o som como recurso de ensino e aprendizagem, podemos utilizar o próprio rádio, as gravações em CDs ou pendrives e os arquivos de áudio disponíveis na internet, utilizando, por exemplo, os podcasts.
Existem muitas tecnologias multimídia disponíveis envolvendo áudio. Algumas das tecnologias incluem o streaming de áudio pela internet, como web rádio, feeds reais de áudio ou webcasting, e Voice-over Internet Protocol (VoIP), que transmite conversas por voz via Internet, todas elas podem ser incorporadas à sala de aula. experiência. Os arquivos de áudio na forma de um podcast colocado na Internet para download pelos alunos são um exemplo de como essa tecnologia está sendo incorporada nas salas de aula online e terrestre. O iTunes da Apple tem milhares de podcasts em uma ampla variedade de assuntos prontamente disponíveis para download gratuito. Teleconferência, entrevistas telefônicas, projetos em grupo e tutoria (individual ou em grupo) são outros exemplos de como a telefonia pode ser usada em sala de aula. A capacidade de vários estudantes se comunicarem simultaneamente pode aumentar a satisfação.
Essas novas tecnologias aplicadas ao ensino, incluindo os recursos audiovisuais, a robótica e a realidade virtual enfatizam temas abordados na grade curricular, desenvolvem habilidades nos estudantes que não ocorreriam no ensino tradicional e colaboram para atenuar o atual quadro de carência pedagógica.  Também possibilitam exercitar habilidades importantes na atualidade, como maior versatilidade, criatividade, dinamicidade, iniciativa, colaboração, capacidade crítica, conduta ética, comunicação e interação no ensino, significando a aprendizagem e estimulando a participação ativa do aluno numa perspectiva construtivista. Em relação aos professores, os benefícios são a rápida obtenção de informação sobre recursos instrucionais, a maior interação com os alunos e a facilidade na detecção de pontos fortes e dificuldades específicas dos mesmos. Com isso, professores e alunos começam a perceber o conhecimento como um processo contínuo e continuado de pesquisa. 
Os vídeos servem como ferramentas educacionais fortes, sendo mais eficazes que as palestras tradicionais por serem mais capazes de envolver os estudantes e oferecer fácil acesso a grandes quantidades de informação. Isso permite a ancoragem do conhecimento dentro de um contexto significativo de resolução de problemas.  Os alunos podem interagir com a mídia, parando para ler texto sobreposto, reproduzindo segmentos, retornando se não tiver compreendido algo. Isso é muito importante, pois cada discente segue seu ritmo sem ter a sensação que está incomodando ou prejudicando a turma. Em vez de assistir passivamente ao conteúdo exposto, o estudante pode controlar o vídeo e monitorar seu próprio aprendizado. Isso é importante porque, quando as pessoas estão ativamente envolvidas na aprendizagem, elas aprendem mais e se lembram disso melhor que quando são apenas ouvintes.
A utilização de vídeos educativos como aliado do ensino visa ampliar o desenvolvimento socioeducativo, melhorando o acesso à informação e possibilitando que o processo de ensino e aprendizagem se torne mais inovador e motivador para alunos e professores. Esses vídeos têm sido aplicados em diversas experiências pedagógicas, combinando vários elementos, como imagens, textos, falas e som em um único objeto de promoção do conhecimento. Contudo, para servir ao propósito educativo, o material audiovisual deve ser produzido após um bom planejamento, utilizando uma gravação de qualidade, empregando a técnica adequada, sendo preparado de forma responsável e apresentado no momento correto, sendo também combinado com outras mídias e outros recursos didáticos. Ainda deve-se lembrar que a linguagem precisa ser acessível, pensando na grande diversidade do público que irá assistir e buscando fazer com que a informação se transforme em conhecimento e as imagens devem estar carregadas de um simbolismo que faça ressoar nas pessoas, relacionando-se com o grupo que assiste, de modo a que haja uma verdadeira identificação.  
Principalmente no caso de pretender compartilhar o vídeo educativo na internet, a sua produção e utilização exige muito mais estudo, pesquisa e responsabilidade para que o conteúdo exposto seja abordado de forma séria e com informações verídicas e verificáveis, tendo em vista que essas mídias audiovisuais conseguem atingir um grande número de pessoas em diferentes partes do mundo. Dos diversos aspectos de um vídeo, o dinamismo entre ambientes, cenários e personagens, destaca-se como um requisito relevante para o bom entendimento do grupo. A exibição musical durante um vídeo também é capaz de transmitir sensações, sentimentos e pensamentos, favorecendo a construção do raciocínio e aprendizado. Por isso, a escolha de um áudio relacionado ao que se quer comunicar é fundamental para a transmissão da mensagem e o desenvolvimento da aprendizagem, pois estímulos visuais e sonoros adequadamente utilizados podem fazer muita diferença. 
Usar recursos audiovisuais, como os vídeos educativos, pode representar uma sofisticação no processo de ensino e aprendizagem, sendo algo satisfatório, motivador e inovador, ajudando a captar a atenção do público e despertar a sua curiosidade em relação aos assuntos abordados, pois a sociedade está culturalmente ligada à capacidade de captar informações visuais e processá-las constantemente. Desse modo, consegue-se compartilhar conhecimentos novos.   A associação de duas linguagens, som e imagem, estimula os dois sentidos humanos mais privilegiados no mundo moderno, a audição e a visão, fazendo com que as pessoas aprendam melhor em um ambiente de aprendizagem eletrônica. Isso é muito importante para as novas gerações, afeitas à tecnologia, pois envolve os alunos e permite que eles consigam soluções criativas que favoreçam a aprendizagem. 
Incorporar vídeos em sala de aula leva a uma maior retenção de informações por parte dos alunos e ajuda-os a compreender o material mais rapidamente, principalmente aqueles que são aprendizes visuais. Os videogames interativos, em que o usuário ou jogador pode escolher o resultado de vários cenários possíveis, é uma área atualmente integrada no currículo, tanto no ensino infantil quanto nas instituições de ensino superior. A videoconferência, o armazenamento de vídeo para exibição posterior e o e-mail multimídia, que permite o envio de e-mail com anexos de vídeo, são métodos adicionais que podem ser usados para aprimorar o aprendizado dos alunos. A transmissão de vídeos pode aprimorar a sala de aula on-line, complementando o aprendizado baseado em texto com a disponibilização de vídeos on-line que dão suporte ao tópico abordado, requerendo apenas conexão de alta velocidade com a internet.
Os vídeos dinamizam as aulas e tornam a assimilação dos conteúdos mais prazerosa. Produzir e compartilhar vídeos é algo cada vez mais frequente atualmente na cultura digital e isso pode ser aproveitado no processo pedagógico, através da troca de conteúdo, tecnologias e técnicas entre professores e alunos. Computadores, tablets e smartphones são capazes de gravar e processar imagens, sons e textos com alta qualidade e, por estarem conectados à internet, podem rapidamente acessar as informações e difundi-las em redes sociais. Em muitos projetos, os próprios alunos se responsabilizam por gravar, editar e propagar os conteúdos, necessitando apenas da orientação do professor.  Dessa forma, os vídeos educacionais contribuem para o desenvolvimento da percepção artística por meio do uso de imagens, textos, sons, movimentos, cores, cenários, entre outros; melhoram a interação dos alunos com as tecnologias (seja televisão, aparelho de projeção ou computador ligado à internet) e permitem a utilização de códigos e signos da cultura local de cada região, favorecendo a identificação do público, receptor da mensagem, com o seu emissor, possibilitando uma melhor compreensão do que se pretende ensinar, enriquecendo o entendimento de aspectos naturais, sociais, políticos e éticos da sociedade.
Por outro lado, trabalhar apenas com o áudio, principalmente em projetos de audioaulas e de rádios escolares, permite observar características importantes e que devem ser valorizadas na construção do conhecimento. Pode-se destacar a sensorialidade, que dá vazão à imaginação, contribuindo com a complementação da interpretação de mensagens pelo ouvinte e resgata a relação emocional presente nos diálogos; dinâmica, que corresponde à rapidez na produção de conteúdo, imediatismo na comunicação e instantaneidade das mensagens; efetividade, pois a relação custo-benefício da infraestrutura é compensada pela quantidade de ouvintes que os programas podem atingir e invisibilidade, permitindo a audição das mensagens sem impedir a realização de outras atividades, garantindo uma presença afirmativa entre os diversos segmentos receptores.
Como desvantagens dos métodos audiovisuais, nota-se que os vídeos interativos, apesar de serem uma ótima ferramenta educacional, modificando a metodologia de ensino, são pouco utilizados e ainda são escassos estudos relacionados a essa temática. O professor que vai utilizar vídeos disponíveis na internet deve observar se o conteúdo do material é apropriado aos temas a serem abordados em aula, se a qualidade de som e imagem são bons e se o ritmo e a dinâmica do vídeo permitem a aprendizagem da turma, pois, se o vídeo for muito lento, dispersa a atenção e, se for muito rápido, não dá condição de reter as informações, transformando-as em conhecimento.   Para quem não tem experiência e pretende elaborar seu próprio material através de vídeo-aulas, a etapa de produção dos vídeos suscita algumas dificuldades, como planejamento da gravação, criação do roteiro, uso de um aparato tecnológico para filmagem com qualidade, edição do vídeo e finalização do produto para arquivar em DVDs ou transmitir pela internet. Dependendo do número de membros da equipe, precisa-se ainda lidar com a disponibilidade de tempo, distância geográfica e demais atividades do cotidiano. 
Não é sempre que os professores recebem formação para a produção de aulas em formato de vídeo, ou quando recebem, nem sempre é o suficiente para que tenham autonomia no processo de criação do material e vinculação com o currículo. Geralmente, não existe uma equipe multidisciplinar que congregue professores, profissionais do audiovisual e alunos para pensar, criar, planejar, gravar e editar as aulas levando em consideração os aspectos da interatividade. Essa interatividade, no caso do vídeo didático, relaciona-se com a possibilidade de alunos e professores produzirem, coproduzirem, compartilharem, discutirem seus vídeos, visando uma aprendizagem eficaz através do ambiente virtual de aprendizagem e/ou no ciberespaço como um todo.
Assim, no planejamento pedagógico, o professor deve avaliar bem quando, como e quais vídeos deverá usar, pois estes são ótimos recursos didáticos. Entretanto, podem perder potencial se não forem planejados criteriosamente ou adequadamente utilizados, devendo haver propósito bem definido e significativo para os estudantes, para que eles não percam o interesse pelo tema, dispersem a atenção ou sofram prejuízo na aprendizagem do conteúdo.  Por outro lado, os vídeos devem ser entendidos como uma ferramenta para promover a aprendizagem e não como uma pedagogia em si mesmo. Eles não substituem outros recursos nem o preparo do professor, mas auxiliam o trabalho do professor que planejou bem sua sequência didática, escolheu materiais adequados, preparou-se para a aula e está disponível a criar um ambiente de aprendizagem efetiva.  Assim, os recursos audiovisuais se somam a outras ferramentas e se integram na formação de um espaço de aprendizagem agradável, estimulante e significativo, abrindo espaço para a verdadeira construção de conhecimento, aquisição de habilidades cognitivas e sociais e conexão com a realidade do jovem, que gosta de cor, movimento e interação.

### Computadores, tablets e aparelhos móveis
Computadores
As novas tecnologias vêm adquirindo cada vez mais relevância na vida das pessoas e, dentre elas, o computador tem sido muito utilizado como instrumento de aprendizagem, acompanhando o rápido aumento de sua ação no meio social. Seu uso pode provocar uma grande revolução na educação devido à grande quantidade de recursos disponíveis, que permitem potencializar a capacidade de ensinar de quem o utiliza. Tudo isso a um custo relativamente pequeno.  As recentes inovações tecnológicas da informação, como o emprego do computador e a sua união eficiente com a internet, estão rapidamente transformando a cultura do processo ensino-aprendizagem, valorizando a comunicação, a busca de informações e o compartilhamento dos saberes. O aprendizado apoiado pela tecnologia tem contribuído para os mais diversos tipos de pesquisas, dando acesso a conteúdos completos de livros, revistas, teses, fóruns de discussão, entre outros. 
Os jovens de hoje nasceram com as novas tecnologias. São nativos digitais e estão acostumados com o mundo da velocidade, de movimento, multitarefa; com acesso rápido, instantâneo e aleatório; priorizando figuras e gráficos em vez de longos textos; buscando atividade, conexão, diversão, fantasia e muito mais. O tipo de dispositivos que os jovens hoje possuem demonstra que essa geração está perfeitamente ligada às novas tecnologias e fica entediada com a maior parte da educação de hoje, mesmo que esta seja bem intencionada. Por isso, a integração da tecnologia, principalmente do computador, no ambiente da sala de aula permite que os professores se beneficiem da conexão digital com os alunos, fornecendo experiências de aprendizado significativas. 
As utilizações do computador no processo educacional podem ser entendidas como:
- Aprendizagem sobre os computadores, por meio de programa de conscientização computacional e alfabetização em informática ou curso;
- Aprendizagem pelos computadores, de modo que os computadores são usados para orientar os alunos através, por exemplo, de um software tutorial ou fornecendo uma prática adicional em habilidades específicas, como a utilização de um software de treinamento prático;
- Aprendizagem com os computadores, fazendo com que os discentes tomem decisões sobre como interagir, usar o computador, dentro de uma simulação ou jogo ou resolução de problemas, ou usá-lo como uma ferramenta para moldar informações que já possuem, desenvolver materiais e realizar pesquisas;
- Aprendizagem sobre pensar com computadores, usando o computador para auxiliar os estudantes a desenvolverem novos padrões de pensamento que podem ajudá-los em diversas situações de aprendizado usando linguagens de programação;
- Gestão de Aprendizagem com Computadores, que corresponde ao uso indireto de computadores na aprendizagem dos alunos, através da manutenção do perfil dos alunos, realização de registros, cálculo de notas, diagnóstico e correção, comunicação com os mesmos.

Desse modo, o computador pode ser usado de várias maneiras, visando atingir diversas finalidades no âmbito educacional, podendo-se simplificar, dividindo-o assim :
- Aprendizado assistido por computador, que descreve um ambiente educacional onde um computador é tratado como uma ajuda para uma estratégia geral de ensino-aprendizagem com outros métodos e auxiliares, como palestras, demonstrações, projetos, livros didáticos, livros complementares, planilhas, etc. É usado para complementar o ensino regular e tornar o conteúdo dos livros didáticos mais fácil, interativo e estimulante; facilitar a transição da sala de aula centrada no professor para uma mais participativa; criar uma provisão de autoaprendizagem para professores e alunos; garantir clareza conceitual e melhor aplicação do conteúdo, entre outros tantos objetivos. O computador se torna mais uma ferramenta, assim como o quadro-negro, a calculadora, a caneta, um gráfico, um modelo, um cartão de memória ou um livro, ajudando os professores a ensinar e os alunos a aprender. Os professores recebem recursos com conteúdo multimídia (CDs ou internet) para explicar melhor os tópicos e tornar o processo de ensino-aprendizagem alegre, interessante e fácil de entender. O computador motiva e atende a diferentes habilidades de aprendizado. A internet fornece informações muito mais atualizadas do que livros de texto.
- Instrução gerenciada por computador, que se relaciona à situação em que os computadores são ferramentas que podem ser usadas não apenas para ajudar os professores durante o ensino, mas também para ajudar no gerenciamento da sala de aula. É uma estratégia de instrução em que o computador é usado para fornecer objetivos de aprendizagem, recursos de aprendizagem, manutenção de registros, acompanhamento de progresso e avaliação do desempenho do aluno, prescrever e controlar aulas individualizadas. O aluno não necessariamente interage com o sistema de computador, mas a equipe da escola gerencia os seus dados relacionados ao desempenho acadêmico. O aluno pode estar on-line para fazer testes. Além disso, o computador pode diagnosticar as necessidades de aprendizado dos alunos, além de prescrever sequências opcionais de instrução para eles. Há uma série de softwares projetados para funcionar como planilhas de notas, bancos de dados, bancos de perguntas, análises, entre outros. Esse modo de instrução emprega o uso de computadores no gerenciamento de funções auxiliares / tarefas relacionadas à instrução, como geração de material, preparação do plano de aula, preparação do cronograma, monitoramento do comparecimento, avaliação do desempenho do aluno, preparação de planos de educação individualizados, reforço de comunicação).

- Instrução assistida por computador, que se aplica a qualquer programa em que o computador faz o ensino diretamente on-line ou off-line, através de vídeos, imagens, gráficos e animações para explorar os assuntos. Além disso, o termo tem sido usado com frequência como sinônimo de vários outros termos, como aprendizado assistido por computador, aprendizado baseado em computador, instrução aprimorada por computador etc. Nesse modo de instrução, o aluno interage diretamente com um computador e aprende através de lições programadas no computador. Aqui, o computador é usado para tarefas de instrução, fornecendo conteúdo em texto ou multimídia, perguntas de múltipla escolha, feedback imediato, anotações sobre respostas incorretas; resume o desempenho dos alunos, exercícios para prática, planilhas e testes. O papel do professor é orientar os alunos a usar esse material autodidata, independente do professor, em um computador na escola ou em casa. A avaliação pode ser feita pelo mesmo sistema ou o sistema pode redirecionar os alunos para outros sites. São usados softwares instrucionais que podem ser classificados como tutorial, treinamento e prática, simulação, jogo instrutivo, descoberta e resolução de problemas.

Como benefícios, pode-se destacar que os computadores estão sempre avançando em recursos, velocidade, programas e comunicação, e possibilitam várias atividades que contribuem para a aprendizagem. Através deles, pode-se realizar pesquisas; simular situações; testar conhecimentos específicos; descobrir novos conceitos, lugares e ideias; produzir gráficos, animações, vídeos, textos, avaliações, experiências, entre outras possibilidades, que vão desde seguir algo pronto, degrau a degrau, como no tutorial, passando por utilizar o seu conteúdo para construir conhecimento a partir de algo semiestruturado, completando-o, até produzir algo inovador e distinto do que existia até então. Eles representam um recurso flexível, podendo funcionar como um caderno eletrônico e ser adaptado às diferentes necessidades de cada aluno, valorizando a individualidade de cada um, dentro da diversidade do grupo. 
Os computadores, a internet e as mídias sociais ampliam as possibilidades de acesso ao conhecimento, podendo favorecer o processo de ensino-aprendizagem dos conteúdos curriculares de todas as disciplinas, níveis e modalidade de ensino, tornando-se um instrumento auxiliar excelente, inclusive permitindo a participação direta das pessoas nas decisões que afetam a sua vida cotidiana e seus interesses educacionais.  O estímulo para usar o computador como ferramenta pedagógica justifica-se pela possibilidade de dinamizar as aulas e contribuir para a construção de aprendizagens significativas através de novas alternativas de trabalho didático; conexão a pontos distantes do cotidiano dos estudantes; ampliação da aprendizagem colaborativa por meio de comunidades virtuais e novas formas de interação digital, aumentando o interesse dos discentes e promovendo a aprendizagem com mais facilidade e de forma lúdica ao mesmo tempo que conduz o ensino em elevado nível científico-metodológico e protege os padrões educacionais internacionais. Assim, quando os objetivos educacionais são claramente definidos, o lugar e o papel dessas ferramentas tecnológicas parecem ser naturais e apropriados.
Outras oportunidades oferecidas pelo uso de computadores são as possibilidades de expandir enormemente as habilidades de ensino-tutorial e gestão educacional; a agilidade de comunicação e feedback entre professor e aluno, assim como entre professor e os pais; o benefício de aprender a usar a tecnologia e ganhar agilidade tecnológica, influenciando a capacidade de identificação de problemas concretos e de ferramentas para resolvê-lo. Tudo isso favorece a aprendizagem centrada no aluno, colaborativa e de alta ordem, desenvolvendo habilidades na redação, solução de problemas e uso de tecnologia, gerando atitudes positivas em relação à essa ferramenta de aprendizado por parte de alunos, pais, professores e líderes escolares e, com isso, aprimora-se a qualidade e a sustentabilidade de programas de integração tecnológica.  No caso de cursos on-line, o autodirecionamento pode ter o potencial de produzir discussões mais aprofundadas e elevar o nível do conhecimento, inclusive ampliando a participação dos discentes, devendo-se priorizar materiais cujo acesso seja interativo e navegável em vez de usar apenas páginas roláveis.
Como desafios dessa implementação do uso do computador, nota-se que o docente sente necessidade de uma mudança da sua prática pedagógica na era do conhecimento digital. Com isso, ele que tinha o papel de ensinar e buscava formas de melhorar o ensino, agora se vê diante da necessidade de aprender e precisa estar disposto a utilizar novas tecnologias para melhorar o seu trabalho. Isso é um verdadeiro desafio. Por outro lado, não se deve, em nome da inovação tecnológica e da entrada da era digital, descartar tudo o que foi trabalhado no passado, as metodologias mais tradicionais, a relevância da linguagem oral e escrita e nem se pode usar indiscriminadamente o computador no processo de ensino-aprendizagem. É necessário encontrar um equilíbrio e usar o melhor que cada ferramenta tem a oferecer, sendo importante reconhecer que o uso criterioso dos recursos eletrônicos auxilia a aprendizagem por parte dos alunos, levando-os a utilizarem as informações disponíveis no universo do conhecimento virtual e faz com que adquiram outras habilidades que serão importantes para toda a vida. 
Outros problemas do uso do computador nas escolas são a dificuldade em agendar e utilizar os laboratórios de informática, visto a pequena quantidade de computadores para o número de turmas, principalmente quando se fala em boas máquinas e internet de qualidade; a necessidade de treinamento e capacitação permanente de professores, inclusive com a escassez de profissionais da área de tecnologia nas escolas que possam auxiliar o docente; a resistência de alguns gestores em disponibilizar os laboratórios aos professores, sendo necessário descentralizar as decisões e a organização escolar. Por outro lado, professores despreparados ou com aulas mal planejadas podem transformar o uso do computador em uma distração, interferindo de maneira negativa na aprendizagem, ou fazendo do computador um recurso pedagógico instrucionista, servindo como um substituto do quadro, não havendo a possibilidade de o aluno construir o seu próprio conhecimento. Também não se deve usar os computadores apenas para tarefas de baixo nível, como apresentações, realização de exercícios e processamento de texto, pois isso reduz muito a potencialidade dessa ferramenta e ainda é necessário realizar uma maior integração dessas novas tecnologias ao currículo escolar.   
Tablets
O tablet é um computador móvel de uso geral com a tela, a bateria e os circuitos contidos em um único painel. A característica mais distinta dos tablets é a tela sensível ao toque, que permite interação direta. Alguns tablets exigem uma caneta para interação, embora os mais modernos sejam operados diretamente com os dedos. Em comparação com computadores desktops ou laptops, os tablets geralmente são muito mais leves, menores, têm uma duração de bateria mais longa e geralmente um teclado virtual na tela em vez de um teclado real, além de também poderem ser usados em pé. Os tablets geralmente são vendidos com uma variedade de aplicativos, e há também um grande número de aplicativos pagos ou gratuitos disponíveis para download.
Comparando-se tablets e laptops, ambos são computadores que executam e suportam muitos softwares e aplicativos semelhantes, mas também existem algumas diferenças importantes entre eles. São vantagens dos tablets características como flexibilidade, portabilidade e mobilidade; maior durabilidade da bateria; sensibilidade ao toque na tela e interatividade; também há incríveis aplicativos em quantidade e qualidade, adicionando prazer ao aprender; presença de câmera e melhor capacidade de leitura, dando a sensação próxima à leitura de um livro em papel. Como vantagens dos computadores portáteis, destacam-se os processadores mais poderosos; melhor teclado e maior quantidade de software. 
Tablets e smartphones têm muito em comum também, sendo ambos móveis e portáteis, possuem tela sensível ao toque, são interativos e suportam muitos aplicativos. Ambos podem se conectar ao Wi-Fi e, portanto, podem ser usados para acessar e-mail, material didático on-line, sites de mídia social ou para fazer videoconferências ou audioconferências. Alguns acreditam que os tablets são a extensão dos smartphones, com telas maiores e sem capacidade de fazer chamadas. No entanto, outros acreditam que os tablets são muito mais úteis em educação, principalmente por conta de sua tela maior, que aumenta a utilidade pedagógica em grande medida. Além disso, os tablets têm quase todos os recursos e vantagens dos smartphones com a única exceção de não ter a capacidade de realizar ligações telefônicas. São vantagens dos tablets, as telas maiores, melhor capacidade de leitura, melhor navegação e teclados maiores. Por outro lado, as vantagens dos smartphones são melhor portabilidade, pois sendo menores, cabem até no bolso; capacidade de fazer chamadas telefônicas e geralmente têm um plano de dados que os mantém conectados à Internet na falta de um acesso Wi-Fi. 
Quando se avalia a literatura que aborda a utilização dos equipamentos móveis como ferramenta pedagógica, várias vantagens são referidas, entre elas, destacam-se a possibilidade de realizar trabalhos colaborativos; mobilidade; maior interatividade; facilidade de acesso às informações; ubiquidade e aprendizagem em qualquer momento ou lugar. Outras vantagens relacionadas são conectividade; disponibilidade; dinamicidade; equidade; facilidade de comunicação; maior motivação e envolvimento dos participantes e estímulo ao desenvolvimento de novas competências, como pensamento crítico, reflexão, criatividade, participação e organização, entre outras. 
De um modo geral, os tablets podem atuar como catalisadores de uma nova ordem educacional movida pela tecnologia. Seu preço é equivalente a alguns livros escolares e, sendo muito leves, podem armazenar todos os livros do estudante, permitir a pesquisa de textos, áudios e vídeos em outras tantas fontes através da internet e ainda suportar novas formas de aprender e ensinar. Seu conteúdo pode ser revisado e atualizado continuamente e, através deles, podem ser registradas anotações; realizadas leitura; praticados jogos educativos; gravados áudios e vídeos; partilhadas informações; realizados projetos, apresentações e aplicados questionários ou testes, com feedback imediato, sendo ótimas ferramentas para motivação, interação, colaboração e aprendizado no exato momento. Também são ótimas ferramentas para acessar sistemas de gerenciamento de aprendizado, servindo para acessar facilmente o material do curso em qualquer momento ou local.  
A maioria dos tablets tem câmeras, que podem ser usadas para tirar fotos, capturar vídeos, gravar uma aula ou registrar o que está escrito no quadro. O podcasting pode servir para fazer projetos ou gravar palestras ou debates. Em uma aula ou conferência, permite fazer anotações que podem ser passadas a outros aparelhos como laptops ou smartphones e podem ser compartilhadas entre colegas. Eles também suportam a maioria dos formatos de vídeo e os estudantes podem assistir a tutoriais no YouTube ou vídeos incorporados nos sistemas de gerenciamento da aprendizagem para torná-la mais envolvente. Embora os sites de mídia social sejam geralmente considerados distrações para o ensino, eles são uma boa maneira de manter a comunicação e o compartilhamento de material entre os alunos. Os tablets ainda são ótimas ferramentas para troca de e-mail, escrever relatórios ou trabalhos e preparar apresentações mais eficazes. Todas essas excelentes aplicações tornam os tablets uma ótima tecnologia para fins de aprendizado, especialmente no nível superior.  
O tablet também pode ser usado como suporte para o trabalho pedagógico do professor, através do armazenamento de materiais necessários para o desenvolvimento das aulas, registro dos planos de aula e acesso à internet, possibilitando realização de pesquisas, uso de aplicativos educacionais específicos para sua disciplina e implementação de avanço e inovação para o contexto de sala de aula. Também é útil para o compartilhamento de informações e troca de conhecimentos entre os professores, ajudando-os a se aprimorarem e evitando que se sintam excluídos por terem menos domínio dessas novas tecnologias quando comparados a outros colegas ou mesmo a alguns alunos. 
Contudo, a implantação dos tablets como ferramentas pedagógicas traz desafios semelhantes aos apontados para a utilização dos computadores pessoais, incluindo a necessidade de investimento na formação continuada dos professores para que seja possível o uso deste dispositivo em sala de aula de maneira pedagógica, proporcionando o enriquecimento tecnológico e pedagógico. A fluência tecnológica do professor e o conhecimento prévio da ferramenta e seu sistema são fundamentais para o seu emprego adequado. Por isso, não há melhora no modo de ensinar apenas com a entrega de tablets a professores e estudantes. É necessário manter uma estratégia de treinamento para dominarem os recursos tecnológicos e capacitação frequente. Outros desafios são as dificuldades de ordem técnica, como falta de familiaridade com o sistema e tempo restrito para sua utilização. Também há questões práticas, que incluem apropriação das ferramentas e aplicativos do tablet e acesso à internet, que, pela lentidão, muitas vezes, inviabiliza a navegação. Muitos recursos instalados nos tablets despertam interesse, mas não podem ser usados porque são on-line e não carregam se não houver acesso à internet de qualidade. Quando avaliada a literatura que aborda a utilização dos equipamentos móveis como ferramenta pedagógica, as desvantagens ou os desafios apontados em nível organizacional são necessidade de modificar o modelo curricular atual; resistência ou descrédito por parte de alguns professores quanto à ferramenta; necessidade de investimento na formação dos professores, em infraestrutura e apoio técnico. Também são citados o risco do jovens se dispersarem ou distraírem durante as atividades; o perigo de violação da privacidade através de e-mails, por exemplo, e ainda o medo da sobrecarga de trabalho que pode advir do uso do aparelho, que muitas vezes é visto como uma tarefa a mais.
Aparelhos móveis
Com relação aos dispositivos móveis de telefonia, a evolução das novas tecnologias fez com que deixassem de ser utilizados apenas para telefonar ou enviar mensagens para se tornarem uma grande experiência sociocultural. Hoje, eles garantem o acesso à internet e permitem elaborar vídeos, captar fotografias, preparar textos, comunicar através de mensagens escritas, entre outras atividades. Por isso, constituem uma poderosa ferramenta de comunicação que não deve ser ignorado pela escola.  Juntamente com os tablets, a tecnologia dos smartphones está fazendo emergir um novo paradigma educacional, a aprendizagem através de dispositivos móveis, a que se dá o nome de mobile learning (m-learning). Esse conceito agrega uma série de possibilidades criadas com o aparecimento das novas tecnologias móveis, infraestruturas e protocolos de redes de comunicação sem fios e os crescentes desenvolvimentos na área do ensino à distância, sendo sua extensão natural a partir de aparelhos que permitem maior mobilidade e disponibilidade a qualquer momento e lugar. 
A utilização desses dispositivos móveis permite trabalhar cada vez mais fora da sala de aula e dentro dos ambientes real e virtual dos estudantes, fazendo com que eles experimentem uma aprendizagem mais significativa, contextualizada, pessoal, colaborativa e contínua ao longo da vida. Entre as características dos dispositivos móveis, algumas são muito úteis para seu uso com fins educativos, como portabilidade, podendo ser levados consigo; interação social, permitindo troca de dados e colaboração com outros utilizadores; conectividade, proporcionando a ligação a outros tipos de aparelhos através de uma rede comum, e sensibilidade ao contexto, propiciando resposta aos dados reais ou simulados no local, ambiente e tempo.
Podem ser listados alguns benefícios ou vantagens no uso dos smartphones como ferramenta pedagógica, como ampliação do alcance e da equidade em educação; melhora do  ensino em áreas de conflito ou que sofreram desastres naturais; suporte à aprendizagem in loco; melhora na comunicação e na formação personalizada e contínua; assistência a alunos com deficiência; melhor aproveitamento do tempo em sala de aula; perspectiva de aprender em qualquer hora e lugar; construção de novas comunidades educacionais; possibilidade de avaliação e feedback imediatos e otimização da relação custo-benefício na educação. Os seus inúmeros recursos internos tornam-os capazes de filmar, tirar fotos, produzir montagens, gravar áudios, além de oferecer uma grande variedade de acesso a aplicativos e programas criados para atender necessidades de todo tipo, inclusive, educativas.  
Para inserir o uso dos dispositivos móveis de telefonia como recursos nas salas de aulas e obter sucesso com essa ferramenta pedagógica, algumas recomendações são feitas aos governantes, como criar ou atualizar políticas ligadas ao aprendizado móvel; conscientizar todos os participantes do processo (gestores escolares, professores, alunos e familiares) sobre sua importância; expandir e melhorar opções de conexão; ter acesso igualitário, garantindo equidade de gênero e socioeconômica; criar e otimizar conteúdos; manter um programa de treinamento e capacitação de professores quanto às tecnologias móveis e suas possibilidades pedagógicas; promover o uso seguro, saudável e responsável dessas ferramentas e usar tecnologia para melhorar a comunicação e a gestão educacional. Esses são grandes desafios para quem pensa educação de um modo mais amplo.
Alguns desafios em utilizar os smartphones no contexto educacional são coordenar um grupo de aprendizagem dentro da sala de aula usando os dispositivos; aproximar o modelo de educação formal da escola e informal dos aparelhos; expor conteúdos curriculares e realizar avaliações em ambiente extraescolar. Há ainda questões relacionadas ao tamanho reduzido do ecrã, tipo de teclado, autonomia da bateria, capacidade de memória e tipo de recursos que cada modelo de aparelho possui. Deve-se atentar ainda que todos os recursos criados para facilitar a vida das pessoas, podem ser usados de má-fé e causar danos. O mau uso do dispositivo móvel pelos alunos pode ocorrer, sobretudo, quando não há um prévio e necessário trabalho interdisciplinar de conscientização dos valores éticos e morais para ajuda-los a compreender as sérias consequências de tal prática. Por isso, esse trabalho deve ser realizado antes e durante a sua implementação e deve persistir. 
Assim, com todas essas inovações tecnológicas e com as grandes transformações sociais que elas trouxeram, não se pode manter o antigo paradigma educacional, com cadeiras enfileiradas, um instrutor que centra a atenção em si e alunos que não participam das aulas. As tecnologias precisam agregar valor ao processo ensino-aprendizagem. O professor não pode usar o computador, o tablet ou o smartphone em suas aulas e manter a mesma didática. Por outro lado, os alunos não devem usar essas tecnologias para copiar e colar conteúdo da internet, observando superficialmente o que está exposto, sem pesquisar adequadamente, avaliar as fontes, compreender o assunto e usar a sua criatividade, pois isso diminui a perspectiva de ganho dessa metodologia. Desse modo, o papel de mediação pedagógica também é orientar o seu aspecto gerencial, devendo ter um planejamento prévio bem feito e estar aberto a improvisação, quando necessário. Por fim, é fundamental que o professor se aproprie de novas formas e técnicas de ensino para o desenvolvimento de uma aula mais atraente e participativa, incrementando a aprendizagem de seus alunos através de uma compreensão mais profunda do conteúdo e da construção de conhecimentos.

### Inteligência artificial
As aplicações da inteligência artificial generativa (GenAI) estão ligadas à geração de conteúdo em linguagem humana, como textos, fotos, áudios e vídeos.

### Problemas para implementação
Estas tecnologias tentam ajudar a metodologia atual, mas ainda encontram problemas em sua fundamentação. Alguns exemplos dessas dificuldades são:
- Problema na disponibilidade de conteúdo: Muitas editoras ainda não possuem a disponibilização de seus livros para Tablets devido a problemas com direitos autorais, onde escritores ou até mesmo editoras não aceitam divulgar suas publicações de forma gratuita. Devido isso sistemas como o citado anteriormente, onde seria criado um acervo bibliotecário virtual mundial encontra problemas para torna-se completa a sua realização;

- Preparo dos professores: A maioria dos professores, não possuem ainda preparo para utilização das tecnologias digitais, não conseguindo por enquanto explorar de uma maneira eficiente o uso de dispositivos tecnológicos como os tablets, ou de novas metodologias de ensino, como a Educação a Distância, por exemplo.

- Incerteza: Ainda não existem argumentos, nem provas necessárias que provem que essas novas metodologias aplicadas por essas tecnologias sejam realmente eficientes e esse se torna o maior problema enfrentado, a desconfiança de introduzir algo novo em um modelo tradicional e que teoricamente sempre deu certo, faz com que o uso da tecnologia de maneira mais efetiva na educação seja introduzido com cautela e devagar.

### Custos
O custos quando são utilizadas as tecnologias em modo EAD, acaba sendo economizado recursos relacionados ao deslocamento, espaço e também de horários de colaboradores, professores e dos próprios estudantes. Todas as aulas e tarefas podem ser acessadas remotamente e em horários flexíveis, apenas contando com uma produção anterior dos conteúdos. O custo ao ambiente também é reduzido potencialmente, pois o uso de materiais é feito online, sem a necessidade de poluição ao ambiente.
A análise total de custos do ensino educacional online, no momento atual, ainda é inconstante, não se tem um valor especifico, pois cada instituição usa uma metodologia de custeio diferenciada, cada uma com ênfase em diferentes elementos de custo, com foco, principalmente, em suas realidades particulares. Dessa forma, cada instituição decide o que é melhor individualmente para cada uma delas.